# Henry Ernest Atkins
Henry Ernest Atkins (* 20. August 1872 in Leicester; † 31. Januar 1955 in Huddersfield) war ein englischer Schachspieler und neunmaliger Landesmeister.

## Schachkarriere
Atkins, der an der Universität Cambridge Mathematik studiert hatte und von Beruf Lehrer in Yorkshire war, blieb zeitlebens Amateur und spielte nur wenige Turniere außerhalb Englands. 1895 wurde er im Nebenturnier von Hastings Zweiter hinter Géza Maróczy und errang damit den Titel des britischen Amateurmeisters. 1899 gewann er ein Turnier in Amsterdam mit einem hundertprozentigen Ergebnis, vier Punkte vor dem zweitplatzierten Adolf Olland. Beim 13. Kongress des Deutschen Schachbundes in Hannover 1902 wurde er Dritter hinter Dawid Janowski und Harry Nelson Pillsbury. 1904 nahm er erstmals an der Britischen Meisterschaft teil und erzielte ebenso wie William Ewart Napier 8,5 Punkte aus elf Partien, verlor jedoch den fälligen Stichkampf um den Titel. Danach gewann er den Titel des Landesmeisters von 1905 bis 1911 siebenmal in Serie. Nach einer langen Pause meldete er sich beim sehr stark besetzten internationalen Turnier von London 1922 zurück, musste aber seiner mangelnden Spielpraxis Tribut zollen und kam mit 6 Punkten aus 15 Partien (+4 = 4 - 7) nur auf Platz 10. In den Jahren 1924 und 1925 wurde er nochmals Britischer Meister. Bei seiner letzten Teilnahme an der Landesmeisterschaft belegte er 1937, im Alter von 65 Jahren, einen respektablen dritten Platz.
Atkins vertrat sein Land zwischen 1896 und 1911 bei zwölf per Fernschreiber ausgetragenen Vergleichskämpfen mit den USA und erzielte dabei 6 Punkte: Siege gegen Constant F. Burille 1897, Frank James Marshall 1902 sowie John F. Barry 1907 und 1910, Remisen gegen Eugene Delmar 1896, Edward Hymes 1898, Hermann G. Voigt 1908 und Albert B. Hodges 1911 sowie Niederlagen gegen Jackson Whipps Showalter 1899, Barry 1900, Hymes 1901 und Marshall 1903. Außerdem spielte er auf zwei Schacholympiaden für England: 1927 in London, wo er 7 Punkte aus zwölf Partien (+3 =8 −1) erzielte und die Bronzemedaille mit der Mannschaft errang, sowie 1935 in Warschau, wo er auf 6 Punkte aus 13 Partien (+3 =6 −4) kam.
Im Jahre 1950, als seine Schachkarriere bereits beendet war, wurde ihm von der FIDE der Titel eines Internationalen Meisters verliehen. Nach Angaben von Harry Golombek hatte der sowjetische Delegierte zunächst Bedenken gegen den Vorschlag, da er Atkins mit einem schwächeren englischen Spieler namens Aitken verwechselte. Nachdem ihm aber erklärt wurde, dass sich Atkins 48 Jahre zuvor im Turnier von Hannover vor dem in Russland sehr populären Michail Iwanowitsch Tschigorin platziert hatte, nahm er seinen Einspruch sofort zurück.
Atkins galt als solider, positioneller Spieler. Zu seinen bevorzugten Eröffnungen gehörte das Damengambit. Seine höchste historische Elo-Zahl war 2702 im Januar 1903, damit lag er zu diesem Zeitpunkt auf Platz 6 der Weltrangliste.

## Nachweise
1. ↑   Turniertabelle Amsterdam 1899
2. ↑  Das Internationale Turnier Hannover 1902 (13. DSB-Kongress) auf TeleSchach (Kreuztabelle und sämtliche Partien)
3. ↑  Cable Chess (Memento vom 4. März 2007 im Internet Archive) (englisch)
4. ↑  Henry Ernest Atkins' Ergebnisse bei Schacholympiaden auf olimpbase.org (englisch)
5. ↑  Chess, Band 15, Nr. 179, August 1950, S. 209.
6. ↑  Terence Tiller (Hrsg.): Chess treasures of the air. Hardinge Simpole, Ottery St. Mary 2002. S. 71.

| Personendaten    | Personendaten            |
| ---------------- | ------------------------ |
| NAME             | Atkins, Henry Ernest     |
| KURZBESCHREIBUNG | englischer Schachspieler |
| GEBURTSDATUM     | 20. August 1872          |
| GEBURTSORT       | Leicester                |
| STERBEDATUM      | 31. Januar 1955          |
| STERBEORT        | Huddersfield             |